# Эрмитаж (Царское село)
Эрмита́ж — парковый павильон (относится к числу так называемых эрмитажей (с фр. — «уединённый уголок»)) в стиле барокко в Екатерининском парке в Царском селе. Служил для увеселительных собраний узкого кружка придворных.
Представляет собой двухэтажный восьмигранный павильон с четырьмя, диагонально расположенными от него, пристройками по сторонам. Павильон находится на искусственном острове, выложенном чёрно-белыми мраморными плитами, окружён со всех сторон водой и ограждён балюстрадой, которая была украшена статуями и вазами. Попасть на остров можно было только по подъёмным мостам через ров, которые в настоящее время заменены на неподъемные.

## История
Павильон был спроектирован Михаилом Земцовым и сооружён в 1743—1753 годах архитекторами Андреем Квасовым, Саввой Чевакинским, окончательное оформление принадлежит Бартоломео Растрелли.
Весной—осенью 1744 года был заложен фундамент. В 1746 году было построено здание павильона, без внешней отделки. Также были построены деревянные галереи, вместо террас, к флигелям. В 1748 году был выполнен новый проект декоративного оформления фасадов здания, по которому галереи были перестроены в камне.
В 1751 году было выполнено внутреннее скульптурное убранство павильона, а в 1753 году выполнено их покрытие позолотой и покраска фасада павильона. В 1752—1753 годах художниками и резчиками по дереву выполнено внутреннее художественное оформление. В 1755 году была побелена кровля.
В 1777 году, из-за нехватки воды, канал вокруг павильона засыпали, а в 2005—2006 восстановили на основе планов Василия Неелова и рисунка Михаила Махаева.
В 1941—1944 годах в павильоне размещалась казарма зенитчиков, был утрачен плафон Большого зала.
С 25 июля 2010 года павильон открыт для посещения после реставрации.

## Экстерьер
В 1748 году, на внешнем фасаде павильона, были установлены 68 больших и малых капителей на коринфских колоннах и 28 — на пилястрах. Фусты колонн были выполнены из пудостского известняка. В наружное убранство павильона была включена скульптура — 8 статуй стояли на постаментах балюстрады у основания восьмигранного купола, 4 завершали кровли четырёх кабинетов. Кроме того, здание украшали 16 статуй, расставленных между группами колонн на фасадах кабинетов. Они стояли на постаментах, декорированных рокайлями, каждый из которых имел оригинальный рисунок. Барельефы с темами «Игры амуров» на пьедесталах колон выполнены скульптором И. Дункером. Статуи на больших фронтонах поддерживали картуш с вензелем императрицы.
В 1751 году, лепными мастерами Д. Б. Джанни и Г. Ф. Партиром, были выполнены аллегорические статуи, вазы, лепные украшения на фронтонах, декоративное оформление окон и дверей, а в 1753 году выполнено их покрытие позолотой. Главный купол павильона венчала покрытая позолотой скульптура «Похищение Прозерпины».

## Интерьер
В 1752—1753 годах художниками Джузеппе Валериани, Антонио Перезинотти и Алексеем Бельским были написаны восемь десюдепортов — «Юнона и Юпитер приглашают небожителей к накрытому и уставленному роскошной посудой столу», «Вакх и Ариадна», «Аполлон, преследующий Дафну», «Вакх, венчающий Дафну звездной короной» и «Похищение Европы» — в центральном зале, большой плафон «Пир на Олимпе» и плафоны в угловых кабинетах и переходных галереях, которые изображали амуров с аллегорическими атрибутами времен года.
До 1941 года интерьеры павильона оставались в неизменном состоянии. С 1973 по 1981 годы была произведена реставрация резного декора и живописи плафонов павильона под руководством А. Кочуева и Я. Козакова.
Столы павильона украшал Корбовский сервиз, который сохранился до настоящего времени.

### Подъемные механизмы
В павильоне существовали подъемные механизмы для доставки на второй этаж придворных, еды и напитков и перемещения столов на первый этаж.
Механизмы, для перемещения столов и доставки еды и напитков, были очень громоздкими и приводились в движение с помощью двенадцати солдат. В 1842—1846 годах они были заменены на более новые, которые сохранились до настоящего времени. Два других подъемных устройства, для перемещения придворных на канапе, были заменены лестницами в 1812 и 1911 годах.